# Фриджиери, Оливер
Оливе́р Фриджие́ри (27 марта 1947 — 21 ноября 2020) — мальтийский ученый-философ, писатель, поэт, литературный критик, драматург, переводчик, общественный деятель.

## Биография
Оливер Фриджиери родился 27 марта 1947 в городе Флориана на Мальте. Родители были глубоко верующими людьми, что оказало значительное влияние на Оливера. В юном возрасте он готовился к религиозному служению, для чего окончил духовную семинарию архиепархии Мальты, затем продолжил обучение в Католическом университете Святого Сердца (Милан, Италия). Но в определённый момент времени его жизненные планы изменились. В 1964 году он поступает в Королевский университет Мальты (ныне Мальтийский университет), где в 1968 году получает степень бакалавра искусств по мальтийскому, итальянскому языкам, философии. В этом же году начинает преподавать мальтийский язык, литературу и философию в школе и семинарии, которую ранее окончил. В 1975 году он становится первым, кто удостоился степени магистра по мальтийской литературе в университете Мальты и переходит на преподавательскую работу в этот университет. В 1978 году Католическим университетом Святого Сердца (Милан, Италия) Оливеру Фриджиери присуждена степень доктора наук по итогам защиты диссертации, которая была посвящена исследованию влияния итальянской романтической культуры и литературы на мальтийский язык и поэзию. В 1990 году ему присвоено звание профессора. Двумя годами ранее, в 1988, он стал руководителем кафедры мальтийского языка университета Мальты и занимал этот пост до 2004 года, продолжив далее работу профессором кафедры вплоть до своей кончины в 2020 году.

### Научные труды
В сферу научных интересов Оливера Фриджиери как ученого-философа входили направления экзистенциализм и эпистемология. Вопросы, связанные с основной проблематикой этих направлений хорошо прослеживаются в его прикладных трудах. В частности, при исследовании жизни и деятельности национального поэта Мальты Дона Карма Псайлы ученый классифицирует произведения поэта по тематическим группам. При этом 44 из 317 собственных сочинений Дона Карма, многие из которых впервые были извлечены исследователем из архивных документов и записей, он относит к тем, что связаны с «экзистенциальными проблемами и ценностями реального мира». Важно отметить, что результаты этих фундаментальных исследований изложены ученым в 11 книгах и многочисленных статьях.
Оливер Фриджиери не только историк мальтийской литературы, но и автор базовых работ по теории литературы, литературной критике и стилистическому анализу.
Он составил первый полный мальтийско-английский словарь литературных терминов, изданный в 1996 году. Этот труд считается Magnum Opus ученого.
Работы Оливера Фриджиери по результатам исследований, написанные им на английском и итальянском языках, опубликованы в академических журналах разных стран мира.

### Литературное творчество
Оливер Фриджиери свободно владел мальтийским, итальянским, английским языками и латынью. Свои произведения он писал на мальтийском, итальянском, английском.
Большое влияние на Оливера Фриджиери как литератора оказало творчество Дона Карма Псайлы, исследователем жизни и деятельности которого он был как ученый. В своём литературном творчестве Оливер Фриджиери является последователем национального поэта Мальты. Продолжая размышления Дона Карма, Фриджиери также освещает темы веры, через которую человек познаёт свою ограниченность и безграничность Бога, национального самосознания народа, единства и самобытности нации.
Им написано десять романов; изданы сборники рассказов и стихов; насчитывается более двадцати книжных публикаций, посвященных истории; имеется множество работ в области литературной критики и публицистики.
Он написал либретто для первой оратории на мальтийском языке «Pawlu ta' Malta» («Святой Павел Мальтийский») и является автором первой мальтийской кантаты «L-Għanja ta' Malta» («Песня Мальты»), которые были созданы в 1989 году.
Более 60 книг Оливера Фриджиери переведено на многие языки мира. Только его романы, рассказы и стихи переведены на 16 языков. Сам же он перевел ряд произведений с латинского, английского и итальянского языков на мальтийский.
На русский язык перевод поэтических и прозаических произведений Оливера Фриджиери выполнен И. О. Фоняковым, Е. В. Витковским, А. Б. Шульгат, Я. В. Псайла.

### Культурно- просветительская деятельность
В 1960-х годах он был одним из инициаторов «Движения за развитие литературы», которое стимулировало становление национальной литературы на Мальте.
В 1969 году вошел в состав редколлегии мальтийского литературного журнала Il-Polz, став позже его редактором (1974—1975).
В 1971 году — соучредитель и член редколлегии образовательного журнала для детей Is-Sagħtar.
С 1980 года — редактор «Journal of Maltese Studies» («Журнал мальтийских исследований»).
Участвовал в создании издательства «Klabb Kotba Maltin» (Мальтийский книжный клуб), которое способствовало публикации книг на мальтийском языке.
В 1989 году по его инициативе был проведен первый Национальный конгресс культуры.
В 2013 году правительством страны он был назначен председателем Мальтийского фонда национальных праздников.
Кроме того, он был членом Международной ассоциации литературных критиков (Париж, Франция), одним из учредителей и членом Международной академии Михая Эминеску (Румыния), сотрудничал со многими международными литературными журналами, принимал участие в многочисленных международных конференциях, посвященных вопросам литературы и культуры, был участником и ведущим ряда программ на радио и телевидении Мальты.

## Признание
Практически в каждом из направлений своей творческой деятельности Оливер Фриджиери достиг результатов, получивших признание на родине и за рубежами Мальты, был отмечен премиями и наградами. В их числе:
- Первая премия за литературную критику (XIV Конкурс «Silarus», Италия, 1982).
- Международная премия средиземноморья (Палермо, Италия, 1988).
- Поэтическая премия Сампьери (Италия, 1995).
- Национальная литературная премия Мальты (1988, 1996, 1997, 1999, 2009).
- Национальный орден за заслуги (Мальта, 1999).
- Приз Международного фестиваля в Триесте (Италия, 2002).
- Орден «За заслуги перед Итальянской Республикой» (Италия, 2012).

## Память
25 ноября 2020 года, день похорон Оливера Фриджиери, был объявлен Правительством Мальты Днём национального траура. В правительственном заявлении в связи с его кончиной говорится, что Фриджиери является одним из величайших писателей в истории страны, а его сочинения содействуют укреплению чувства национального единства. В заявлении отмечается:
… Его любовь к искусству, исследованиям и философии вдохновляла одно поколение за другим …
Глубокое влияние, которое оказал Оливер Фриджиери на мальтийское общество, можно оценить по персональным и коллективным высказываниям представителей разных профессий и сфер деятельности.
Адриан Грима (Adrian Grima), профессор Мальтийского университета:
Фриджиери практически единолично утвердил мальтийскую литературную теорию и критику в качестве академической дисциплины. Мы обязаны ему своей работой в этой области. Его академические труды остаются принципиально важными для всех, кто хочет писать о нашей литературе.
Тревор Зара (Trevor Zahra), писатель:
Если бы Оливер был просто великим писателем, философом, мыслителем, поэтом … этого было бы достаточно, чтобы вся страна была в долгу перед ним. Но Оливер был чем-то большим. Оливер был частью души народа.
Джозеф Мускат (Joseph Muscat), экс-премьер-министр Мальты:
Он был одним из тех, кто иногда своим мнением влиял на меня в то время, когда я занимался политикой. Оливер Фриджиери — один из величайших мальтийцев всех времен.
От Академии мальтийского языка:
Профессор Оливер Фриджиери навсегда останется совестью нашей нации.